# Wugong (Shaanxi)
Wugong es un Condado Shaanxi, China.

## Descripción
Está bajo el control administrativo de Xianyang. Está en las llanuras de la región central, ubicada a 50 km al este del Aeropuerto Internacional de Xianyang ,a 70 km de Xi'an, l Zona de Demostración nacional de Industrias agrícola de alta tecnología Yangling en el oeste y el sur a través del río Wei y Qinling hacia el mar.

### Historia
De acuerdo al Romance de los Tres Reinos capítulo 3, Dong Zhuo era el Marqués de la Ciudad Tai (斄 鄉 侯), la cual estaba localizada en el actual Wugong . Ciudad Tai era también uno de los hogares ancestrales del Clan Ji de la Dinastía Zhou.
 (a finales de 2010)

## Ciudades bajo su jurisdicción
1. Puji Town	(普集镇	Puji)[2]
2. Zhenyuan Town	(贞元镇	Zhenyuan)[2]
3. Changning Town	(长宁镇	Changning)[2]
4. Wugong Town	(武功镇	Wugong)[2]
5. Youfeng Town	(游风镇	Youfeng)[2]
6. Sufang Town	 (苏坊镇	Sufang)[2]
7. Xiaocun Town	(小村镇	Xiaocun)[2]
8. Da-zhuang Town	(大-庄镇	)[2]
9. Dazhuang Town	(大庄镇	Dazhuang)
10. Nanren Township	(南仁乡	Nanren)[2]